# Рогачиха (река)
Рогачиха — река в России, протекает по Земетчинскому району Пензенской области. Левый приток реки Раевки.

## География
Река Рогачиха берёт начало у посёлка Делянки Тамбовской области. Течёт в восточном направлении. На протяжении 2,5 км от истока по реке проходит граница Пензенской и Тамбовской областей. Устье реки находится у села Раево в 38 км от устья Раевки. Длина реки составляет 10 км.

## Данные водного реестра
По данным государственного водного реестра России относится к Окскому бассейновому округу, водохозяйственный участок реки — Цна от города Тамбов и до устья, речной подбассейн реки — Мокша. Речной бассейн реки — Ока.
Код объекта в государственном водном реестре — 09010200312110000029812.